# Lista canalelor din San Polo

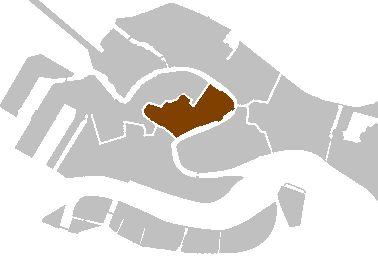
Localizarea sestiere San Polo în Veneţia.

Acest articol prezintă canalele din San Polo, sestiere al Veneției (Italia).

## Generalități

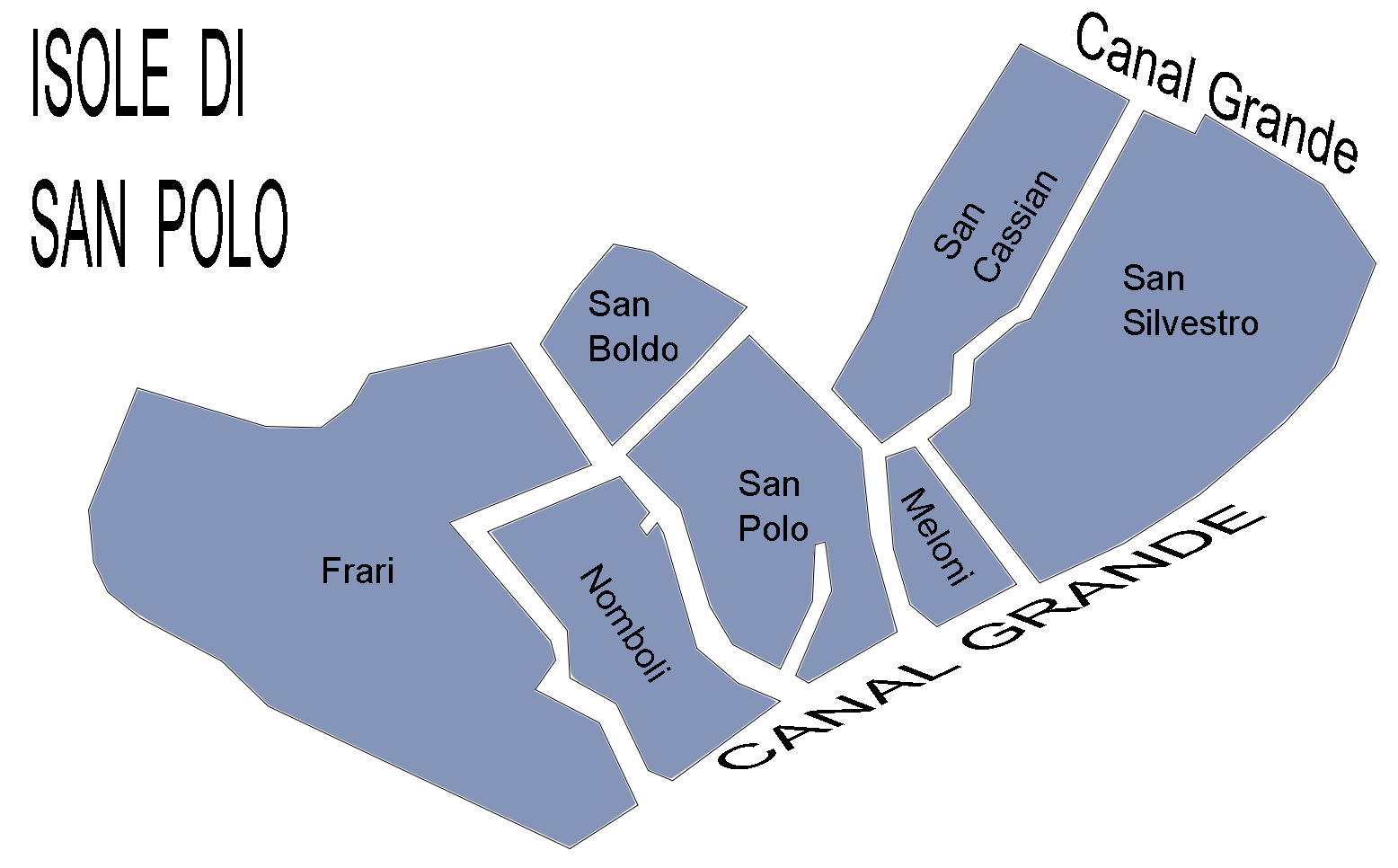
Harta insulelor care formează San Polo.

Ca și celelalte sestiere ale Veneției, San Polo este compus din mai multe insule distincte, separate de canale. 
De la vest la est, ele corespund piețelor sau străzilor următoare:
- Campo dei Frari
- Calle dei Nomboli
- Campo San Boldo
- Campo San Polo
- Campiello dei Meloni
- Campo San Cassiano
- Campo San Silvestro

San Polo este învecinat cu următoarele sestiere:
- Santa Croce la vest
- Dorsoduro la sud-vest
- San Marco la sud și la est
- Cannaregio la nord.

## Canale

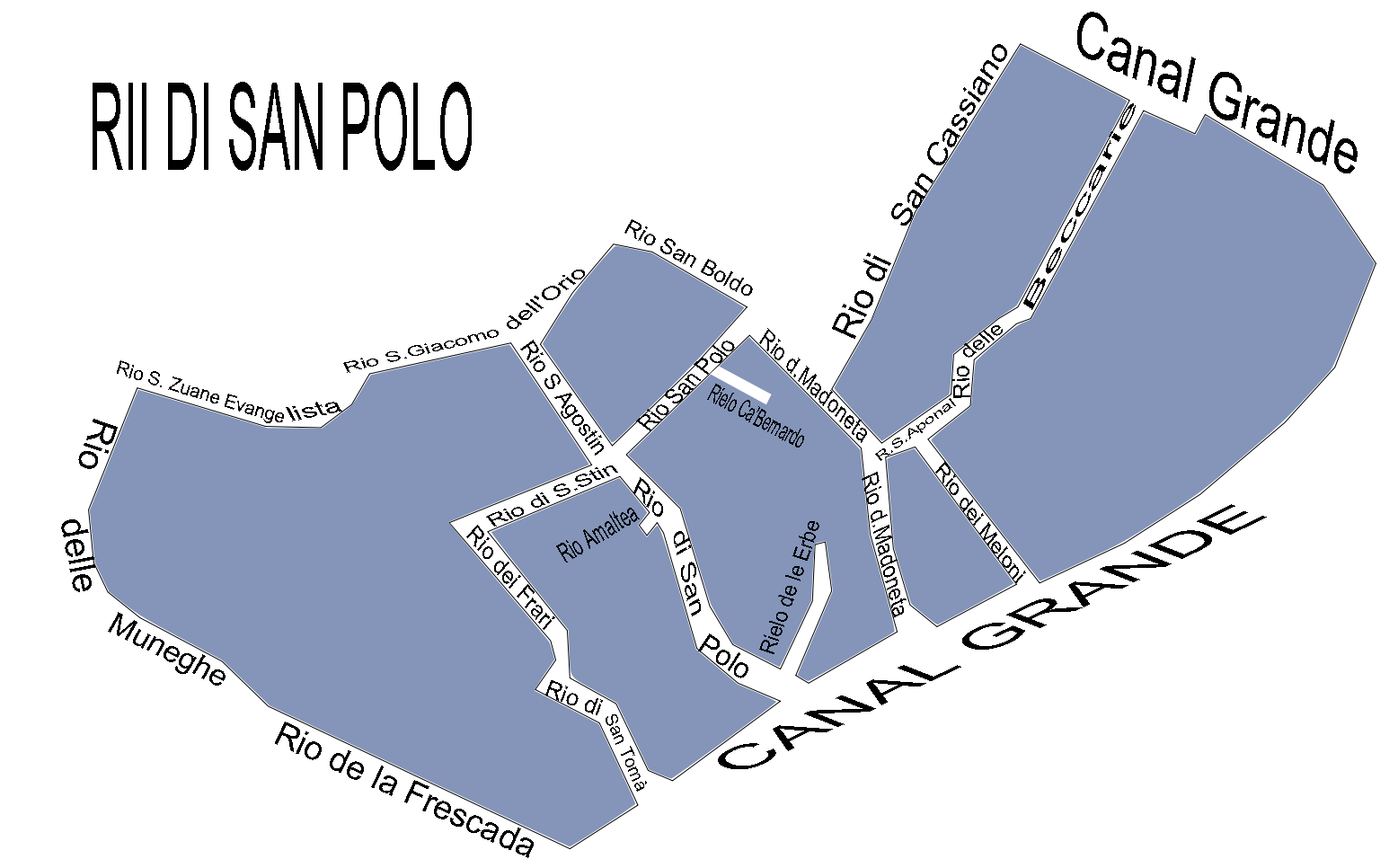
Harta canalelor din San Polo.

### Canale limitrofe
Începând din nord și în sensul acelor de ceasornic, San Polo este delimitat de următoarele canale:
- Canal Grande: formează limita sestierelui San Polo la est și la sud-est și îl separă de Cannaregio și de San Marco.

- Limita cu Dorsoduro :
  - Rio de la Frescada

- Limite cu Santa Croce :
  - Rio delle Muneghette (sau rio delle Sacchere)
  - Rio di San Giovanni Evangelista
  - Rio di San Giacomo dall'Orio
  - Rio de San Boldo
  - Rio di San Cassiano

### Canaux donnant sur l'extérieur
Canalele următoare se varsă la limita sestierelui, pornind dinspre nord și în sensul acelor de ceasornic:
- În Canal Grande:
  - Rio de le Becarie  (sau rio de la Pescheria)
  - Rio dei Meloni
  - Rio della Madonnetta
  - Rio de San Polo (sau rio Amalteo)
  - Rio di San Tomà

- În rio di San Giacomo dall'Orio:
  - Rio de Sant'Agostin

- În rio de San Boldo:
  - Rio de San Polo
  - Rio de la Madoneta

### Canale interioare
Canalele următoare sunt interioare în sestiere:
- Rio dei Frari: leagă rio di San Tomà de rio di San Stin
- Rio de San Aponal: leagă rio della Madonnetta de rio de le Becarie
- Rio di San Stin: leagă rio de San Polo de rio dei Frari
- Rielo de le Erbe (sau rielo Priuli): se varsă în rio de San Polo
- Rielo San Antonio (sau rielo de Ca'Bernardo): se varsă în rio de San Polo
- Rio Amalteo: se varsă în rio de San Polo